# Èter (mitologia)
Èter, (en grec antic: Αἰθήρ 'Aither') segons la mitologia grega, és la personificació del cel superior, on la llum és més pura que la part del cel més propera a la terra. Hesíode el considera una divinitat primordial, fill d'Èreb i de Nix (l'obscuritat i la nit), i germà d'Hèmera (la llum del dia).
Segons altres tradicions Èter, després d'unir-se al Dia, va engendrar la Terra, el Cel i el Mar, i també un cert nombre d'elements abstractes, com ara la Pena, la Ira, la Mentida, i també als ciclops i als titans Oceà, Temis, Tàrtar, Briareu, Gigues, Estèropes, Atles, Hiperió, Saturn, Ops, Moneta, Dione i les tres Fúries. En aquesta llista, transmesa per Higí, es reconeixen elements trets del mite d'Urà. Ciceró considera Èter pare de Júpiter i de Caelus, és a dir Urà, i avi del Sol.
Representava també el fluid intangible que ocupa tot l'espai entre els astres. El nom s'empra poèticament per designar l'aire.